# Zífid de Stejneger
El zífid de Stejneger (Mesoplodon stejnegeri) és un membre poc conegut del gènere Mesoplodon. Frederick William True descrigué l'espècie inicialment el 1885 a partir d'un crani i ja no se sabé res més de l'espècie durant gairebé un segle. Als anys 1970 hi va haver nous avaraments, però no fou fins al 1994 que es va descriure l'aparença exterior a partir d'exemplars frescos. La característica més destacada dels mascles són les seves dents grans, semblants a sabres.
Aquestes balenes atenyen una longitud fins a 5,2 metres. El seu cos té forma de torpede, el cap estret i la boca curta. La mandíbula inferior té una protuberància central, al punt més elevat que mai es troba una dent gran, que es veu fins i tot amb boca tancada. Són de color gris fosc a les parts superiors, mentre que la part inferior, el bec i la nuca són més clares. Tenen aletes laterals petites, però l'aleta caudal és àmplia. No hi ha dimorfisme sexual. En els mascles, la pell només té més cicatrius. L'hàbitat són aigües fresques fora de la costa. Viuen en petites moles de dos a sis exemplars, de vegades fins a quinze. En la mola neden molt a prop i bussegen junts. Mengen bàsicament calamars i peixos.
Fou anomenat en honor del naturalista noruec Leonhard Hess Stejneger.